# Velika Hoča

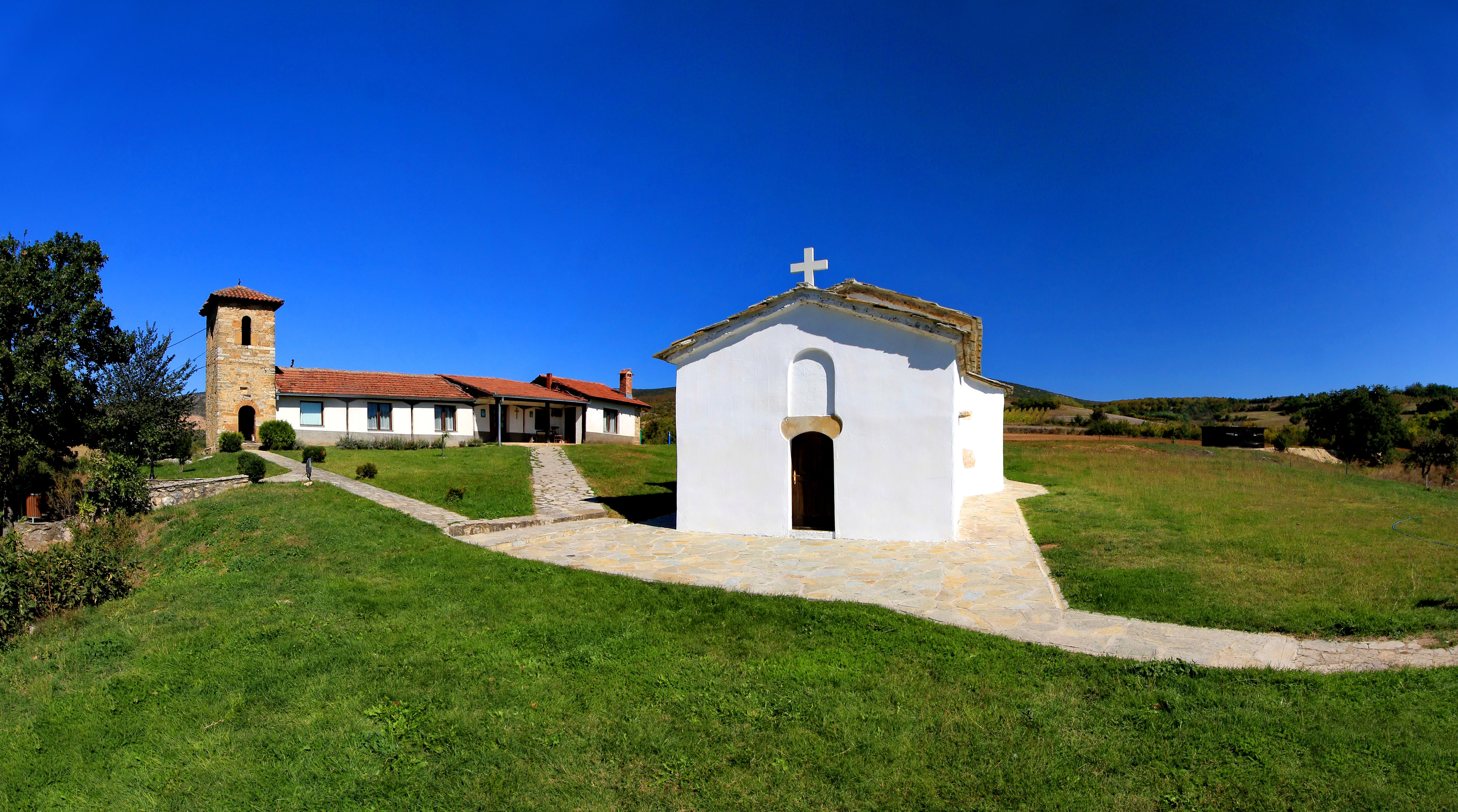
Kirche des Heiligen Nikolaus

Velika Hoča (serbisch-kyrillisch Велика Хоча, albanisch Hoçë e Madhe bzw. Hoça e Madhe) ist ein Dorf in der Gemeinde Rahovec im Kosovo.

## Geographie
Velika Hoča liegt fünf Kilometer von Rahovec entfernt. Das Dorf lässt sich über die R204 (Krusha e Madhe - Rahovec)  und R-117 erreichen. Südlich befinden sich die Dörfer Brestoc und Hoça e Vogël.

## Geschichte
Hervorzuheben sind die vielen alten serbisch-orthodoxen Kirchen, die zum Teil aus dem 12. Jahrhundert stammen. Die Fresken sind gut erhalten. Ostern 2007 besuchte der Schriftsteller Peter Handke das Dorf und überreichte dem Bürgermeister Dejan Baljoševic das Preisgeld von 50.000 Euro, mit dem der an Handke verliehene Berliner Heinrich-Heine-Preis dotiert gewesen war. Die Erlebnisse während dieser Reise verarbeitete Handke in seinem 2009 erschienenen Buch Die Kuckucke von Velika Hoča.

## Bevölkerung
Bei der Volkszählung 2011 wurden für Velika Hoča 124 Einwohner erfasst, wovon sich 75 als Albaner (60,48 %) und 49 als Serben bezeichneten. Jedoch boykottierte ein Teil der Serben und Roma im Kosovo diesen Zensus. Aktuelle Schätzungen gehen für Velika Hoča von einer Bevölkerungszahl zwischen 500 und 700 aus.
1991 wurden noch 1186 Serben bei einer Einwohnerzahl von 1233 bzw. 1288 (fortgeschrieben; die Volkszählung 1991 wurde von Albanern fast gänzlich boykottiert) erfasst.

### Religion
2011 bekannten sich von den 124 Einwohnern 75 zum Islam und 49 als Serbisch-Orthodoxe.
| Volkszählung | 1919 | 1948 | 1953 | 1961 | 1971 | 1981 | 1991 | 2011 |
| ------------ | ---- | ---- | ---- | ---- | ---- | ---- | ---- | ---- |
| Einwohner    | 626  | 1049 | 1124 | 1184 | 1245 | 1295 | 1288 | 124  |

## Politik
2012 verabschiedete das Parlament der Republik Kosovo ein Gesetz, das den Status des Dorfes Velika Hoča regelt. Durch das Gesetz wird dem Dorf eine gewisse Autonomie zugestanden, insbesondere in Bezug auf die Verwaltung seines kulturellen Erbes. Darin ist auch der Dorfrat als feste Institution vorgesehen.